# سیمبا ماکونی
سیمبا ماکونی (انگلیسی: Simba Makoni؛ زادهٔ ۲۲ مارس ۱۹۵۰) سیاست‌مدار اهل زیمبابوه است. او در سال ۲۰۰۸ نامزد انتخابات ریاست جمهوری شد و با رابرت موگابه رقابت کرد. او از سال ۲۰۰۰ تا ۲۰۰۲ وزیر اقتصاد و توسعهٔ اقتصادی موگابه بود. او در جریان دگرگونی‌های اقتصادی موگابه به شدت در برابر او ایستاد سیاست‌های او مخالف حزب زانو-پی‌اف بود.